# Rîbnița
Rîbnița (također i rumunjski: Râbnița, moldavska ćirilica: Рыбница, ukrajinski: Ри́бниця, ruski:  Ры́бница) je grad u Moldaviji. Grad je pod upravom odcijepljene moldavske regije Pridnjestrovlja. Nalazi se u sjevernom dijelu Pridnjestrovlja na lijevoj obali Dnjestra, a odvojen je od rijeke betonskim branama. 

## Povijest
Rîbniţa je osnovana 1628. kao rutensko selo Rybnytsia, njezino ime znači "ribolov" (od рꙑба, "riba"). Već se 1657. godine spominje u dokumentima kao važan grad, u to vrijeme je u sastavu Kraljevine Poljske.  Jaki utjecaji zapadne Europe može se vidjeti u ovoj nekoć poljskom gradu. Godine 1793. Rusi preuzimaju prevlast nad gradom od Poljaka. Dana 17. ožujka 1944. tijekom Drugog svjetskog rata, nacisti su pogubili gotovo 400 zatvorenika, sovjetskih građana i antifašističkih Rumunja.

## Stanovništvo
Godine 1970. grad je imao 32.400 stanovnika, 1989. godine 61.352 stanovnika. Prema popisu stanovništva iz 2004 u Pridnjestrovlju, grad je imao 53.648 stanovnika, od čega 11.263 Moldavca (Rumunja), 24.898 Ukrajinaca, 11.738 Rusa, 480 Poljaka, 328 Bjelorusa, 220 Bugara, 166 Židova, 106 Nijemaca, 96 Gagauza, 71 Armenca, 38 Roma te 4.245 drugih i neizjašnjenih.

## Gradovi prijatelji
- Vinnicja, Ukrajina
- Hola Prystan, Ukrajina
- Dmitrov, Rusija

## Vanjske poveznice
- Službena stranica grada
- (polj.) Zemljopisni rječnik Kraljevine Poljske (1889)  Arhivirana inačica izvorne stranice od 21. ožujka 2012. (Wayback Machine)
- Gradski portal  Arhivirana inačica izvorne stranice od 2. ožujka 2014. (Wayback Machine)
- Karta Rîbniţe